# Jane Ross (collecteuse)
Pour l’article homonyme, voir Jane Ross.
Jane Ross (5 août 1810 - 1879) est une collectionneuse de chansons folkloriques irlandaises, la plus connue étant le Londonderry Air.

## Enfance et famille
Jane Ross est née le 5 août 1810 aux environs de Limavady dans le comté de Londonderry. Elle est l'aînée des quatre filles et des deux fils de John Ross (1781-1830) et de sa deuxième épouse Jane (née Ogilby). Ses frères et sœurs sont Elizabeth, William, Ann, Theodosia et John. Son père est capitaine dans la Yeomanry Limavady et propriétaire de terrains, de moulins à farine et de champs. Son frère William (né en 1814) est devenu recteur de Dungiven puis chanoine de la cathédrale Saint-Colomba de Derry. Son grand-père paternel, William Ross, était agent foncier pour le domaine Conolly, prévôt de Limavady à partir de 1789 et marchand de lin. Par le biais de la famille de son père, elle est apparentée à d'autres familles locales de la gentry,.

## Collection de musique
Ross vit avec certaines de ses sœurs à Limavady au 51 Main Street. Vers 1853, elle recueille un certain nombre de chansons et d'airs traditionnels de sa région et les envoie à George Petrie, collectionneur de musique folk basé à Dublin. Il les publie avec d'autres chansons sous le nom Ancient music of Ireland (1855).
L'air, plus tard connu sous le nom de Londonderry Air ou Derry air, est publié sans nom sous forme de mélodie pour piano. Il gagne en popularité, un certain nombre de compositeurs produisant leurs propres arrangements. Le plus notable avec les paroles écrites par Fred Weatherly en 1912, plus connu que la version Alfred Perceval Graves. Weatherly met les paroles de sa chanson Danny Boy sur cet air, devenant une chanson populaire sur les thèmes de l'émigration de la perte et des liens avec la diaspora irlandaise,.
Il existe un certain nombre de points de vue sur l'âge et l'origine du Londonderry Air, mais il n'y a pas de preuves définitives. Certains pensent que Ross a modifié la mélodie originale à son goût, d'autres que Ross l'a écrite elle-même et a affirmé qu'elle était plus ancienne. La majorité des érudits conviennent que Ross a entendu un musicien jouer une mélodie similaire à celle recueillie par Edward Bunting de Denis Hempson. Malgré diverses théories sur le compositeur de l'air, Ross est crédité de sa collecte.

## Mort et héritage
Ross meurt en 1879 et est enterrée au cimetière de l'Église d'Irlande de Christchurch à Limavady. Une plaque est érigée en sa mémoire chez elle, à Limavady, au 51 Main Street. Un festival de musique annuel a lieu en son honneur. La Royal Irish Academy conserve la musique que Ross a recueillie et envoyée à Petrie. En 1998, les archives Ross ont été compilées.